# Siratus tenuivaricosus
Siratus tenuivaricosus (nomeada, em inglês, thin-bladed murex) é uma espécie de molusco marinho da costa oeste do oceano Atlântico, pertencente à classe Gastropoda e à família Muricidae da ordem Neogastropoda. Foi classificada por Philippe Dautzenberg em 1927; descrita originalmente como Murex tenuivaricosus; fazendo parte dos gêneros Murex e Chicoreus no século XX.

## Descrição da concha
Concha de aparência frágil em suas projeções espiniformes; de coloração branca ou creme, com 10 centímetros de comprimento e com 8 voltas quando desenvolvida, de espiral moderadamente baixa; esculpida com linhas espirais e com 3 varizes por volta, calosas e com uma projeção espiniforme, extremamente longa e curvada para trás, em sua borda externa, moderadamente franjada. Columela e abertura de coloração branco-esmaltada. Amplo e longo canal sifonal. Opérculo córneo, de coloração castanha e esculpido com anéis concêntricos. Ela pode ser confundida com Siratus senegalensis (Gmelin, 1791), da mesma região, diferindo por seus espinhos mais longos.

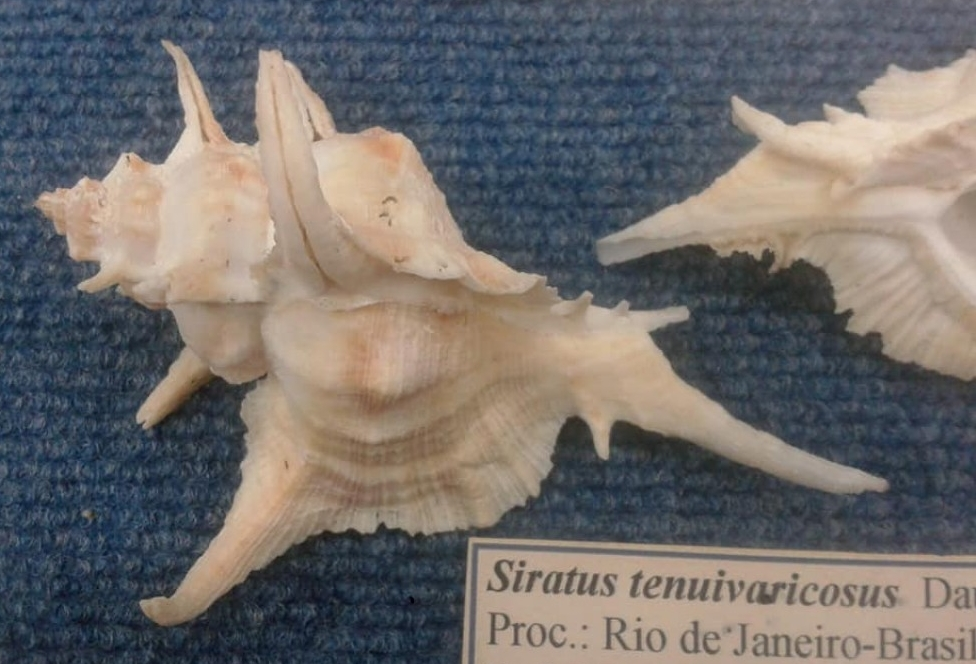
Vista superior da concha de S. tenuivaricosus, espécime coletado no sudeste do Brasil (Rio de Janeiro) e exposto no Museu do Mar, em Santos (São Paulo).

## Distribuição geográfica, habitat e hábitos
Siratus tenuivaricosus é endêmica de águas da zona nerítica até os 70 metros de profundidade, no Espírito Santo, na região sudeste do Brasil, até Santa Catarina, na região sul do Brasil; sendo uma espécie predadora, que costuma se alimentar de moluscos das espécies Anomalocardia brasiliana, Euvola ziczac (ex Pecten ziczac) e Chione cancellata.